# Vakarel
Vakarel (Bulgaars: Вакарел) is een dorp in het westen van Bulgarije. Het dorp is gelegen in de gemeente Ichtiman in de oblast Sofia. Het dorp ligt 35 km ten oosten van de hoofdstad Sofia.

## Etymologie
De naam Vakarel (văcar (koe) + el (verkleinwoord)) komt van het Aroemeens  en betekent letterlijk vertaald (kleine) koeienstal(letje).

## Bevolking
Op 31 december 2019 telde het dorp 1.673 inwoners, een daling vergeleken met het maximum 2.920 personen in 1975.
| Bevolkingsontwikkeling tussen 1934 en 2019          |
| --------------------------------------------------- |
|                                                     |
| Bron: Nationaal Statistisch Instituut van Bulgarije |

In het dorp wonen vooral etnische Bulgaren, maar ook een significante minderheid van etnische Roma.
| Etnische samenstelling van de respondenten (2011) | Etnische samenstelling van de respondenten (2011) | Etnische samenstelling van de respondenten (2011) | Etnische samenstelling van de respondenten (2011) | Etnische samenstelling van de respondenten (2011) |
| ------------------------------------------------- | ------------------------------------------------- | ------------------------------------------------- | ------------------------------------------------- | ------------------------------------------------- |
|                                                   |                                                   |                                                   |                                                   |                                                   |
| Bulgaren                                          | Bulgaren                                          |                                                   | 89,2%                                             | 89,2%                                             |
| Turken                                            | Turken                                            |                                                   | 0,0%                                              | 0,0%                                              |
| Roma                                              | Roma                                              |                                                   | 10,4%                                             | 10,4%                                             |
| Anders/Onbekend                                   | Anders/Onbekend                                   |                                                   | 0,4%                                              | 0,4%                                              |

## Afbeeldingen

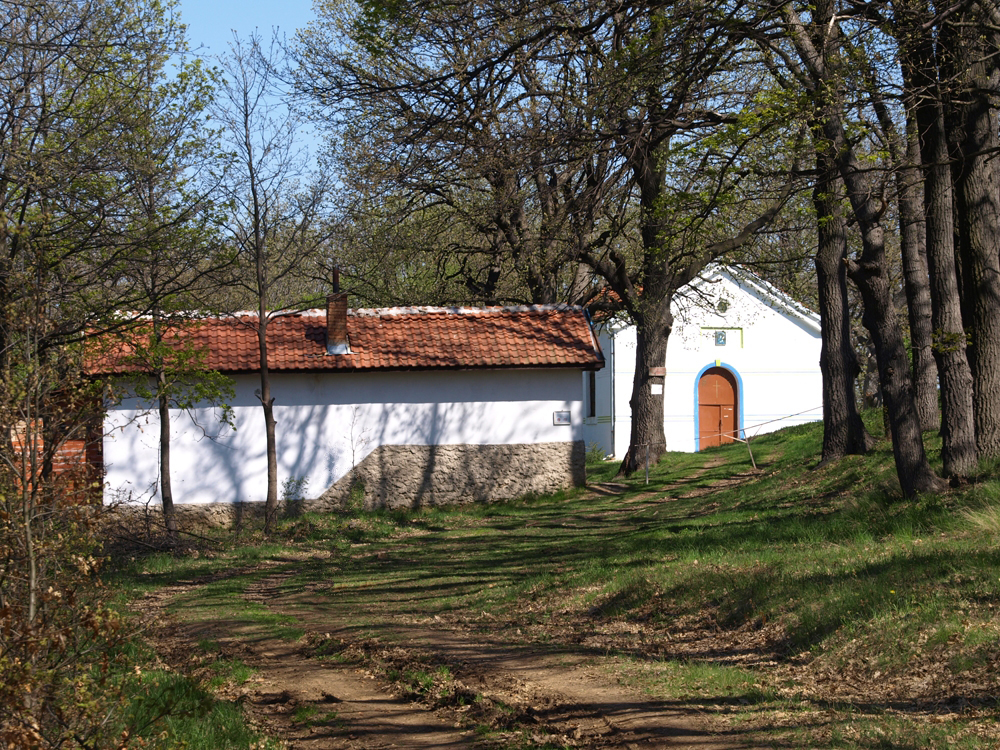
Het Sveta Petka-klooster
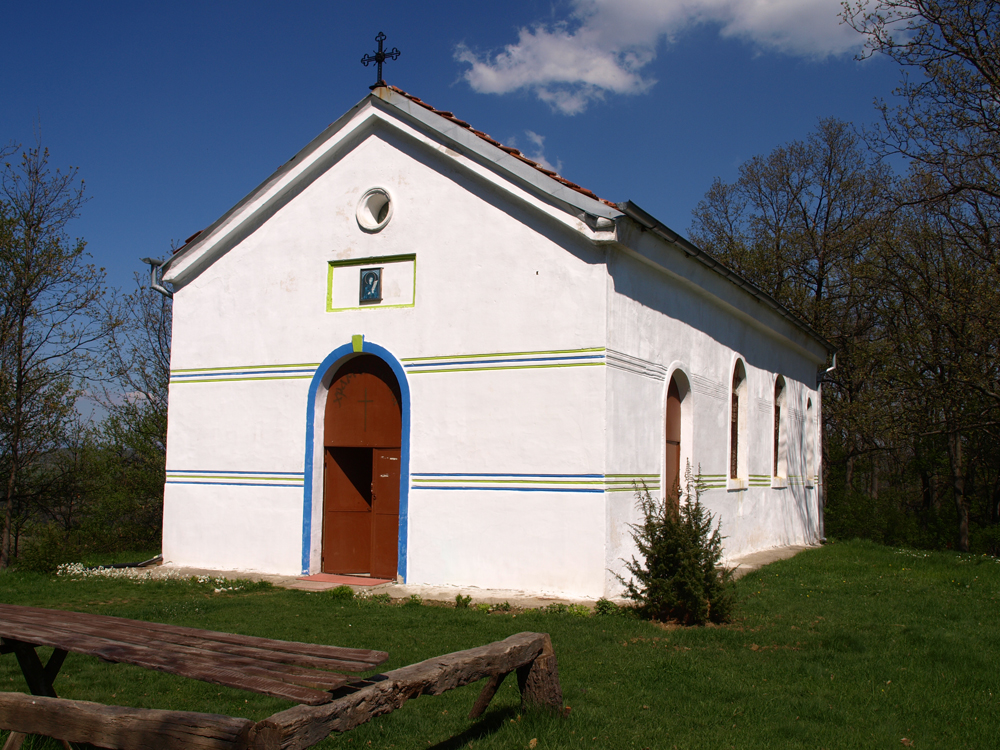
Het Sveta Petka-klooster
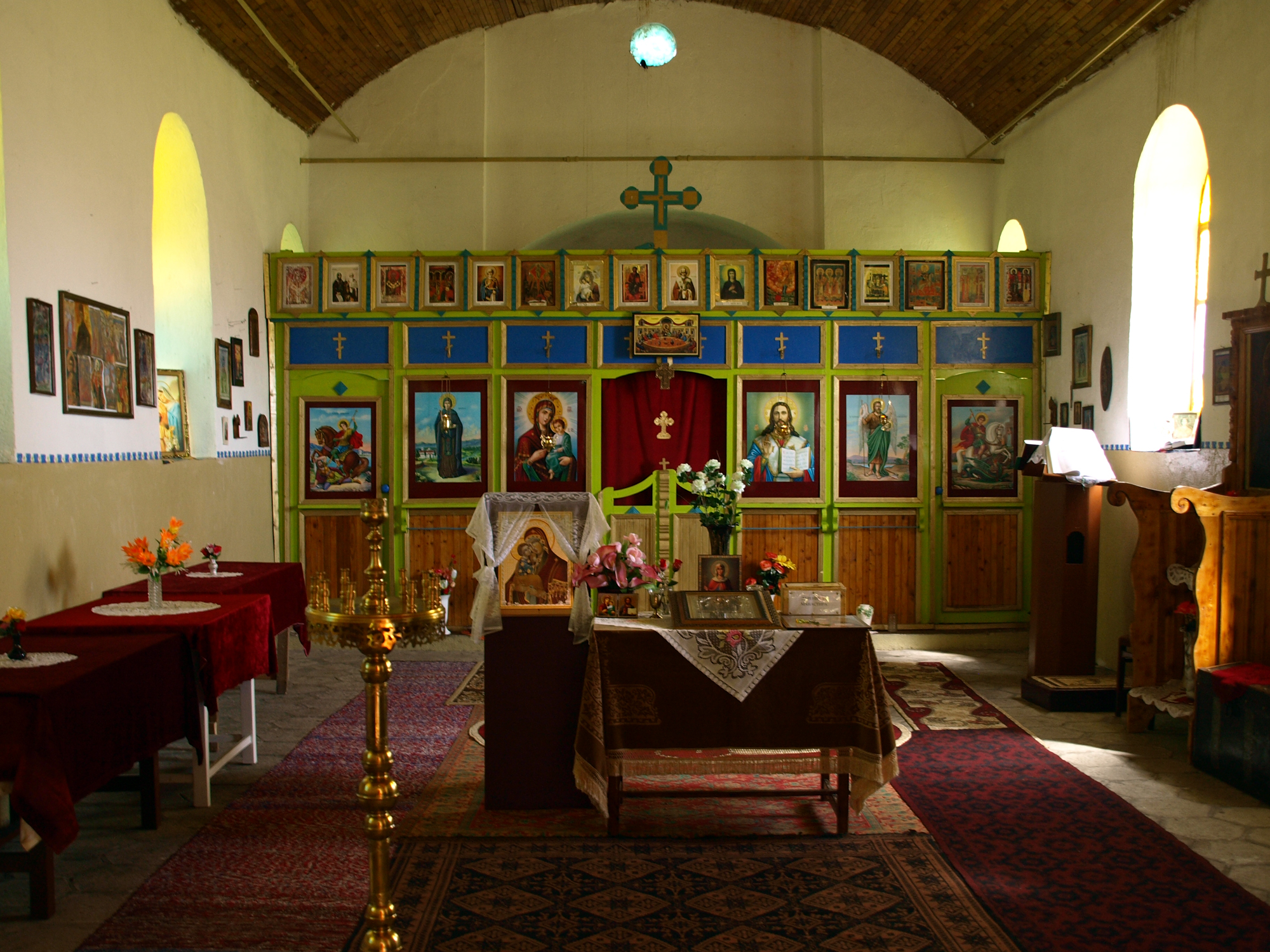
Interieur van het Sveta Petka-klooster
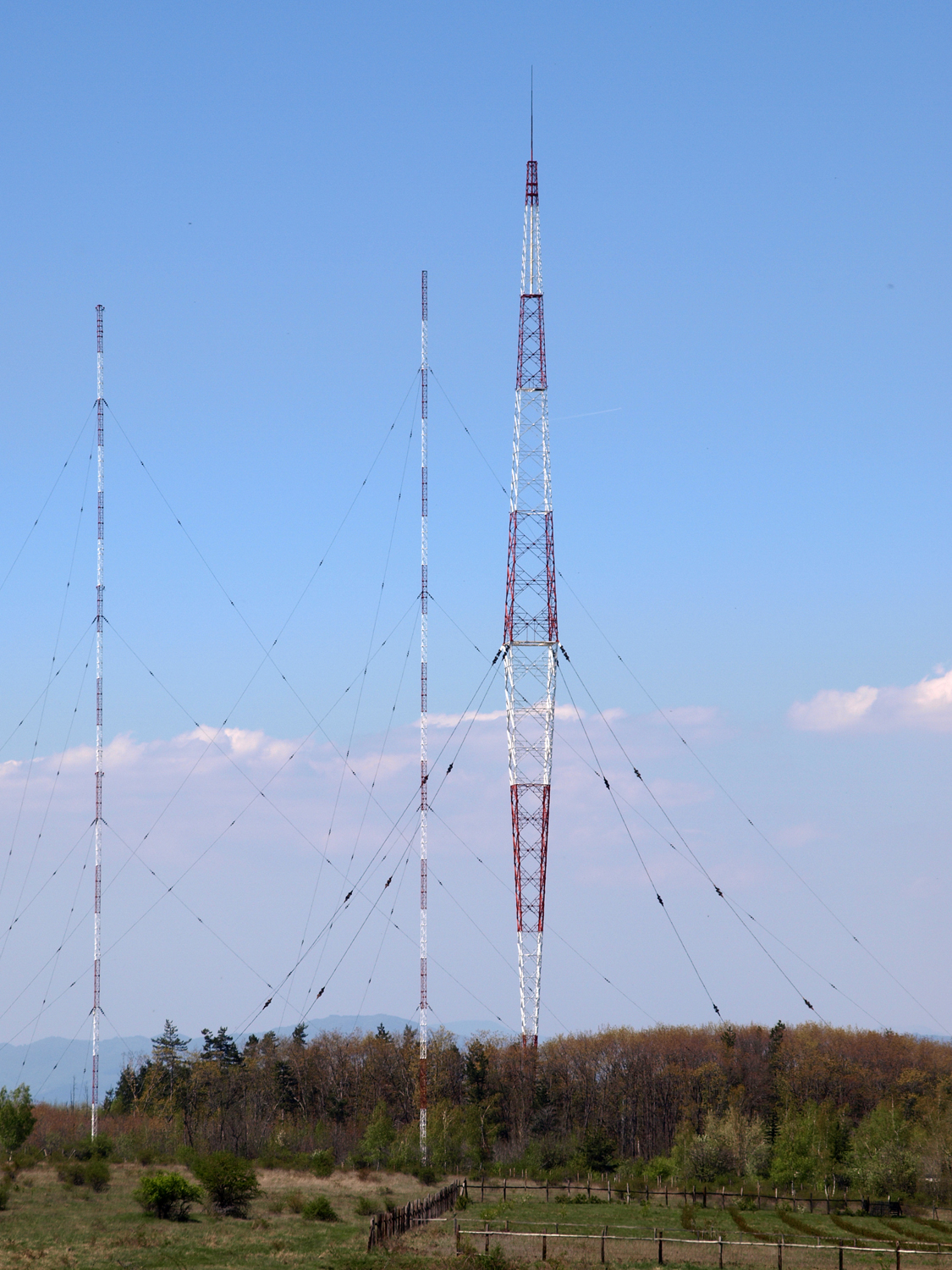
De radiozender van Vakarel
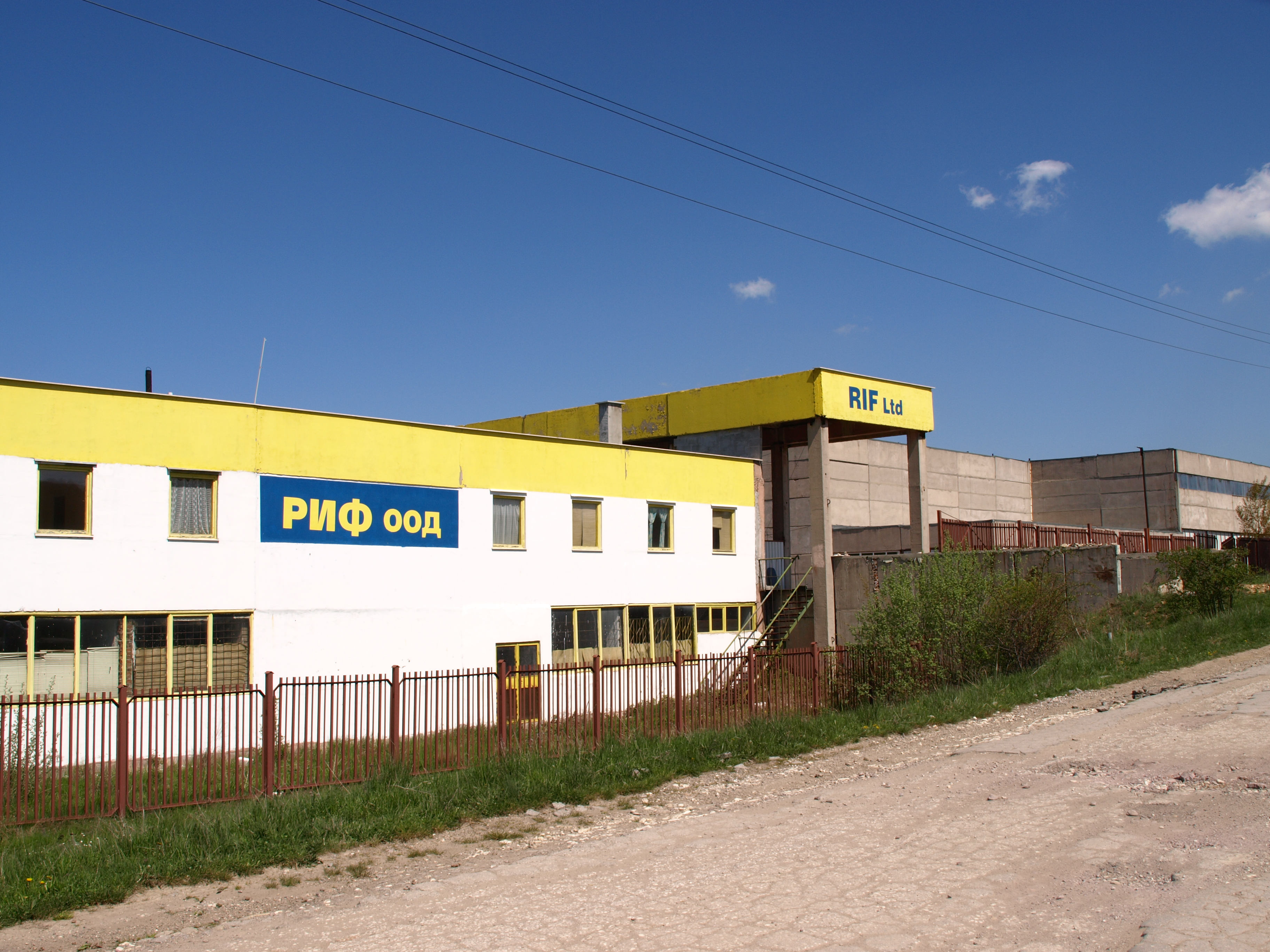
Rif Ltd., de grootste werkgever in het dorp